# Kabinett der Phantasten
Das Kabinett der Phantasten ist eine von seit 2010 im JMB Verlag erscheinende Buchreihe klassischer phantastischer Literatur. Die Reihe wird herausgegeben von Heiko Postma, welcher auch die englischsprachigen und niederländischen Texte übersetzt. Die französischen Texte werden von Ulrich Klappstein, die russischen und serbischen Texte von Joachim Britze übersetzt. Ab dem Jahr 2023 konnten mit Dörte Giebel und Gabriele Haefs zwei Übersetzerinnen aus dem Norwegischen gewonnen werden. Die Nachworte der jeweiligen Ausgaben werden durch den Übersetzer, bei deutschsprachigen Texten durch den Reihenherausgeber verfasst.
Eine der Besonderheiten der Reihe ist es, dass jeder Autor nur mit einem Band vertreten ist. Fremdsprachige Texte werden exklusiv neu für die Reihe übersetzt. Alle Bände haben eine einheitliche Covergestaltung in schwarz und rot. Das Verlagslogo am unteren rechten Rand befindet sich in einem roten Blutstropfen.
Der FAZ-Redakteur Tilman Spreckelsen bezeichnete die Reihe als „erstaunlich“.
Einige Bände wurden im Podcast Black Sweet Stories von Alexa Waschkau gelesen; in der Spezial-Folge #4 vom 12. April 2013 gibt es darüber hinaus auch ein Interview mit dem Reihenherausgeber Postma.
Im Jahr 2020 veranstaltete die Frankfurter Buchhandlung Weltenleser eine Online-Lesungsreihe aus 13 Bänden des „Kabinetts“. Die Texte wurden (auszugsweise) gelesen vom Schauspieler Stéphane Bittoun. Seit Ende 2023 stellt der Youtube-Kanal Literatur und Whisky die Bände des Kabinetts in einer Videoreihe vor.
Der Verlag wurde für das Kabinett der Phantasten für den Sonderpreis 2022 des Vincent Preis nominiert.

## Titelliste
| Nr. | Autor(en)                        | Deutscher Titel | Jahr | Originaltitel | Jahr     | Übersetzer / Nachwortverfasser |
| --- | -------------------------------- | --- | ---- | --- | -------- | ------------------------------ |
| 001 | Daniel Defoe                     | Ein wahrheitsgetreuer Bericht, wie eine Mrs. Veal am 8. Tag des September 1705, einen Tag nach ihrem Tod, einer Mrs. Bargrave zu Canterbury erschienen ist. | 2010 | A True Relation of the Apparition of One Mrs. Veal, the next day after her Death: to one Mrs. Bargrave at Canterbury, the 8th day of September, 1705. | 1706     | Heiko Postma                   |
| 002 | Bram Stoker                      | Draculas Gast | 2010 | Dracula’s Guest | 1914     | Heiko Postma                   |
| 003 | H. Clauren                       | Das Raubschloß. Eine buchstäblich wahre Geschichte | 2010 | | 1812     | Heiko Postma                   |
| 004 | Friedrich Gerstäcker             | Germelshausen | 2010 | | 1859     | Heiko Postma                   |
| 005 | Robert Louis Stevenson           | Die verdrehte Janet | 2010 | Thrawn Janet | 1881     | Heiko Postma                   |
| 006 | E. T. A. Hoffmann                | Der Vampyr. Cyprians Erzählung aus dem vierten Teil der Sammlung »Die Serapions-Brüder«                                                                     | 2010 | | 1821     | Heiko Postma                   |
| 007 | Lord Byron                       | Augustus Darvell. – Fragment einer Geister-Geschichte – | 2010 | Augustus Darvell. A Fragment of a Ghost-Story | 1816     | Heiko Postma                   |
| 008 | John William Polidori            | Der Vampyr. Eine Erzählung | 2010 | The Vampyre. A Tale | 1819     | Heiko Postma                   |
| 009 | Washington Irving                | Die Legende von Sleepy-Hollow | 2010 | The Legend of Sleepy Hollow | 1820     | Heiko Postma                   |
| 010 | Joseph Sheridan Le Fanu          | Schalken, der Maler | 2010 | Schalken, the Painter | 1851     | Heiko Postma                   |
| 011 | Théophile Gautier                | Die liebende Untote | 2010 | La Morte amoureuse | 1859     | Ulrich Klappstein              |
| 012 | Prosper Mérimée                  | Die Venus von Ille | 2011 | La Vénus d’Ille | 1837     | Ulrich Klappstein              |
| 013 | Franz von Gaudy                  | Frau Venus aus: Venetianische Novellen | 2011 | | 1838     | Heiko Postma                   |
| 014 | Edward Bulwer-Lytton             | Heimgesuchte und Spukgestalten oder Das Haus und das Hirn                                                                                                   | 2011 | The Haunted and the Haunters or The House and the Brain                                                                                               | 1859     | Heiko Postma                   |
| 015 | Villiers de L’Isle-Adam          | Véra | 2011 | Véra | 1883     | Ulrich Klappstein              |
| 016 | Joseph von Eichendorff           | Die Zauberei im Herbste. Ein Märchen | 2011 | | 1814 (?) | Heiko Postma                   |
| 017 | Edgar Allan Poe                  | Der Fall des Hauses Usher | 2011 | The Fall of the House of Usher | 1839     | Heiko Postma                   |
| 018 | Frederick Marryat                | Der weiße Wolf im Harzgebirge | 2011 | The White Wolf of the Hartz Mountains | 1839     | Heiko Postma                   |
| 019 | Montague R. James                | »Oh, pfeif’ nur, und gleich komm’ ich zu dir, mein Schatz«                                                                                                  | 2011 | »Oh, Whistle, and I’ll Come to You, My Lad« | 1904     | Heiko Postma                   |
| 020 | Pierre Mille                     | Das Totenschiff | 2011 | La Nef morte | 1908     | Ulrich Klappstein              |
| 021 | Walter Scott                     | Das Gobelin-Zimmer | 2011 | The Tapestried Chamber | 1828     | Heiko Postma                   |
| 022 | Gustav Meyrink                   | Die Pflanzen des Doktor Cinderella | 2011 | | 1905     | Heiko Postma                   |
| 023 | Theodor Storm                    | Am Kamin | 2011 | | 1862     | Heiko Postma                   |
| 024 | Johann August Apel               | Der Freischütz. Eine Volkssage | 2011 | | 1810     | Heiko Postma                   |
| 025 | Charles Dickens                  | Bahnknotenpunkt Mugby. Zweigstrecke No. 1: Der Signalwärter                                                                                                 | 2011 | Mugby Junction. No. 1 Branch Line: The Signal-Man | 1866     | Heiko Postma                   |
| 026 | Ambrose Bierce                   | Die mondhelle Straße | 2012 | The Moonlit Road | 1907     | Heiko Postma                   |
| 027 | Honoré de Balzac                 | Das Lebenselixier | 2012 | L’Élixir de longue vie | 1830     | Ulrich Klappstein              |
| 028 | Erckmann-Chatrian                | Das Unsichtbare Auge oder Die Herberge der drei Gehenkten                                                                                                   | 2012 | L’Œil invisible ou L’Auberge des trois pendus | 1857     | Ulrich Klappstein              |
| 029 | Elizabeth Gaskell                | Die Geschichte des alten Kindermädchens | 2012 | The Old Nurse’s Story | 1852     | Heiko Postma                   |
| 030 | Wilhelm Hauff                    | Die Geschichte von dem Gespensterschiff | 2012 | | 1825     | Heiko Postma                   |
| 031 | Thomas Hardy                     | Der verdorrte Arm | 2012 | The Withered Arm | 1888     | Heiko Postma                   |
| 032 | Johann Karl August Musäus        | Liebestreue oder Das Mährchen à la Malbrouk | 2012 | | 1784     | Heiko Postma                   |
| 033 | Nikolaj Gogol                    | Die Johannisnacht. Eine wahre Begebenheit erzählt vom Küster der ***er Kirche                                                                               | 2012 | Wetscher nakanune Iwana Kupala (Вечер накануне Ивана Купала)                                                                                          | 1831     | Joachim Britze                 |
| 034 | Oskar Wilde                      | Das Canterville-Gespenst. Eine hylo-idealistische Romanze                                                                                                   | 2012 | The Canterville Ghost. A Hylo-Idealistic Romance | 1887     | Heiko Postma                   |
| 035 | Richard Harris Barham            | Ein eigentümlicher Vorgang im Leben des verstorbenen Dr. theol. Henry Harris                                                                                | 2012 | Singular Passage in the Life of the Late Henry Harris D. D.                                                                                           | 1840     | Heiko Postma                   |
| 036 | Alexandre Dumas, père            | Die Geschichte vom Kirchenräuber Artifaille | 2012 | Artifaille | 1849     | Ulrich Klappstein              |
| 037 | James Hogg                       | George Dobson’s Droschkenfahrt zur Hölle | 2013 | George Dobson’s Expedition to Hell | 1827     | Heiko Postma                   |
| 038 | Ludwig Bechstein                 | Selinde | 2013 | | 1823     | Heiko Postma                   |
| 039 | Amelia B. Edwards                | Die Nachtkutsche der Nord-Post | 2013 | The North-Mail | 1864     | Heiko Postma                   |
| 040 | Hendrik Conscience               | Die böse Hand | 2013 | De kwade hand | 1846     | Heiko Postma                   |
| 041 | Henry James                      | Der geisterhafte Mietzins | 2013 | The Ghostly Rental | 1876     | Heiko Postma                   |
| 042 | Ludwig Tieck                     | Liebeszauber | 2013 | | 1811     | Heiko Postma                   |
| 043 | Guy de Maupassant                | Das unsichtbare Wesen | 2013 | Le Horla | 1887     | Ulrich Klappstein              |
| 044 | H. P. Lovecraft                  | Cthulhu’s Ruf | 2013 | The Call of Cthulhu | 1928     | Heiko Postma                   |
| 045 | Rudyard Kipling                  | Das Brandmal des Tieres | 2013 | The Mark of the Beast | 1890     | Heiko Postma                   |
| 046 | Fitz-James O’Brien               | Was war Es? | 2013 | What Was It? | 1859     | Heiko Postma                   |
| 047 | Jules Verne                      | Meister Zacharius oder Der Uhrmacher, der seine Seele verlor (nach einer Genfer Überlieferung)                                                              | 2013 | Maître Zacharius ou L’Horloger que avait perdu son âme                                                                                                | 1854     | Ulrich Klappstein              |
| 048 | Nathaniel Hawthorne              | Der junge Goodman Brown | 2013 | Young Goodman Brown | 1835     | Heiko Postma                   |
| 049 | Arthur Schnitzler                | Die Weissagung | 2013 | | 1905     | Heiko Postma                   |
| 050 | Arthur Conan Doyle               | Der Schrecken der »Blue John«-Spalte | 2013 | The Terror of Blue John Gap | 1910     | Heiko Postma                   |
| 051 | Francis Marion Crawford          | Die obere Koje | 2013 | The Upper Berth | 1886     | Heiko Postma                   |
| 052 | Charlotte Perkins Stetson        | Die gelbe Tapete | 2014 | The Yellow Wall Paper | 1892     | Heiko Postma                   |
| 053 | Alexei Konstantinowitsch Tolstoi | Die Familie des Wurdalak. Unveröffentlichtes Fragment aus den MEMOIREN EINES UNBEKANNTEN                                                                    | 2014 | La Famille du Vourdalak. Fragment inédit des mémoires d’un inconnu                                                                                    | 1840     | Ulrich Klappstein              |
| 054 | Wilkie Collins                   | Der Hausknecht | 2014 | The Ostler | 1855     | Heiko Postma                   |
| 055 | W. W. Jacobs                     | Die Affenpfote | 2014 | The Monkey’s Paw | 1902     | Heiko Postma                   |
| 056 | Vernon Lee                       | Amour Dure. Passagen aus dem Tagebuch Spiridion Trepkas | 2014 | Amour Dure. Passages from the Diary of Spiridion Trepka                                                                                               | 1890     | Heiko Postma                   |
| 057 | Michail A. Bulgakow              | Diaboliade | 2014 | D’javoliada (Дьяволиада) | 1923     | Joachim Britze                 |
| 058 | Mary E. Wilkins                  | Luella Miller | 2015 | Luella Miller | 1902     | Heiko Postma                   |
| 059 | Isolde Kurz                      | Ein Rätsel | 2014 | | 1895     | Heiko Postma                   |
| 060 | Julian Hawthorne                 | Ken’s Mysterium | 2015 | Ken’s Mystery | 1883     | Heiko Postma                   |
| 061 | Edith Wharton                    | Hinterher | 2015 | Afterward | 1910     | Heiko Postma                   |
| 062 | F. G. Loring                     | Das Grabmal Sarah’s | 2015 | The Tomb of Sarah | 1900     | Heiko Postma                   |
| 063 | Maurice Renard                   | Das Rendezvous | 2015 | Le Rendez-vous | 1909     | Ulrich Klappstein              |
| 064 | William Hope Hodgson             | Die Stimme in der Nacht | 2015 | The Voice in the Night | 1907     | Heiko Postma                   |
| 065 | W. F. Harvey                     | Die Bestie mit fünf Fingern | 2015 | The Beast with Five Fingers | 1919     | Heiko Postma                   |
| 066 | Friedrich de la Motte Fouqué     | Das Galgenmännlein | 2015 | | 1810     | Heiko Postma                   |
| 067 | Charles Collins                  | Bahnknotenpunkt Mugby. Zweigstrecke No. 3: Das Abgeltungs-Haus                                                                                              | 2016 | Mugby Junction. No. 3. Branch Line: The Compensation House                                                                                            | 1866     | Heiko Postma                   |
| 068 | Perceval Landon                  | Thurnley Abbey | 2016 | Thurnley Abbey | 1908     | Heiko Postma                   |
| 069 | Oskar Panizza                    | Das Wirthshaus zur Dreifaltigkeit | 2016 | | 1893     | Heiko Postma                   |
| 070 | Herman Melville                  | Der Glockenturm | 2017 | The Bell-Tower | 1855     | Heiko Postma                   |
| 071 | A. C. Benson                     | Basil Netherby | 2017 | Basil Netherby | 1903     | Heiko Postma                   |
| 072 | E. F. Benson                     | Mrs. Amworth | 2017 | Mrs. Amworth | 1923     | Heiko Postma                   |
| 073 | R. H. Benson                     | Father Girdlestone’s Geschichte | 2017 | Father Girdlestone’s Tale | 1907     | Heiko Postma                   |
| 074 | Frédéric Boutet                  | Wenn wir gestorben sind | 2017 | Quand nous aurons passé | 1908     | Ulrich Klappstein              |
| 075 | Mynona                           | Unterm Leichentuch. Eine tolle Spukgeschichte | 2018 | | 1920     | Heiko Postma                   |
| 076 | Arthur Machen                    | Das Schwarze Siegel. Eine Geschichte | 2018 | Novel of the Black Seal | 1895     | Heiko Postma                   |
| 077 | Milovan Glišić                   | Schon neunzig Jahre | 2018 | Posle devedeset godina | 1880     | Joachim Britze                 |
| 078 | Aleister Crowley                 | Das Testament von Magdalen Blair | 2018 | The Testament of Magdalen Blair | 1913     | Heiko Postma                   |
| 079 | Ralph Adams Cram                 | Rue M. le Prince No. 252 | 2018 | No. 252 Rue M. le Prince | 1895     | Heiko Postma                   |
| 080 | H. G. Wells                      | Die Geschichte des verstorbenen Mr. Elvesham | 2019 | The Story of the Late Mr. Elvesham | 1896     | Heiko Postma                   |
| 081 | Eric Graf Stenbock               | Die wahre Geschichte von einem Vampir | 2019 | The True Story of a Vampire | 1894     | Heiko Postma                   |
| 082 | Montague Summers                 | Das Grimoire | 2019 | The Grimoire | 1936     | Heiko Postma                   |
| 083 | Jerome K. Jerome                 | Erzählt nach dem Abendessen | 2020 | Told After Supper | 1891     | Heiko Postma                   |
| 084 | Lady Eleanor Smith               | Satans Circus | 2020 | Satan’s Circus | 1931     | Heiko Postma                   |
| 085 | John Buchan                      | Der Wind im Portikus | 2020 | The Wind in the Portico | 1928     | Heiko Postma                   |
| 086 | Mary Shelley                     | Der sterbliche Unsterbliche | 2020 | The Mortal Immortal | 1832     | Heiko Postma                   |
| 087 | Charlotte Riddell                | Der Wiedergänger von der Nut Bush Farm | 2020 | Nut Bush Farm | 1882     | Heiko Postma                   |
| 088 | Rhoda Broughton                  | Die Wahrheit, die ganze Wahrheit und nichts als die Wahrheit                                                                                                | 2020 | The Truth, the Whole Truth, and Nothing but the Truth                                                                                                 | 1868     | Heiko Postma                   |
| 089 | Frederick Cowles                 | Der Schrecken von Abbot’s Grange | 2020 | The Horror of Abbot’s Grange | 1936     | Heiko Postma                   |
| 090 | Sir Gilbert Campbell             | Die weiße Wölfin von Kostopschin | 2020 | The White Wolf of Kostopchin | 1889     | Heiko Postma                   |
| 091 | Edith Nesbit                     | Mannsgroß in Marmor | 2021 | Man-Size in Marble | 1887     | Heiko Postma                   |
| 092 | Robert Hichens                   | Wie die Liebe zu Professor Guildea kam | 2021 | How Love Came to Professor Guildea | 1897     | Heiko Postma                   |
| 093 | Mary Louisa Molesworth           | Der Schatten im Mondlicht | 2021 | The Shadow in the Moonlight | 1896     | Heiko Postma                   |
| 094 | Lafcadio Hearn                   | Ein Leidenschafts-Karma | 2021 | A Passional Karma | 1899     | Heiko Postma                   |
| 095 | Rosa Mulholland                  | Der Geist im alten Herrenhaus | 2021 | The Ghost at the Rath | 1866     | Heiko Postma                   |
| 096 | Theo Gift                        | »Dogge oder Dämon?« | 2021 | »Dog or Demon?« | 1889     | Heiko Postma                   |
| 097 | Algernon Blackwood               | Das leerstehende Haus | 2022 | The Empty House | 1906     | Heiko Postma                   |
| 098 | John Kendrick Bangs              | Das Wasser-Gespenst von Harrowby Hall | 2022 | The Water Ghost of Harrowby Hall | 1891     | Heiko Postma                   |
| 099 | Paul Busson                      | Die Kleinodien des Tormento | 2022 | | 1905     | Heiko Postma                   |
| 100 | George Eliot                     | Der gelüftete Schleier | 2022 | The Lifted Veil | 1859     | Heiko Postma                   |
| 101 | Mary Elizabeth Braddon           | Die gute Lady Ducayne | 2022 | Good Lady Ducayne | 1896     | Heiko Postma                   |
| 102 | Philarète Chasles                | Das Auge ohne Lid | 2023 | L’Œil sans paupière | 1832     | Ulrich Klappstein              |
| 103 | Hugh Walpole                     | Tarnhelm oder Der Tod meines Onkels Robert | 2023 | Tarnhelm or The Death of My Uncle Robert | 1929     | Heiko Postma                   |
| 104 | Richard Malden                   | Die Sonnenuhr | 2023 | The Sundial | 1942     | Heiko Postma                   |
| 105 | Arthur Gray (»Ingulphus«)        | Die Bürde toter Bücher | 2023 | The Burden of Dead Books | 1919     | Heiko Postma                   |
| 106 | Regine Normann                   | Die Angelika-Wanderung | 2023 | På sløiketur | 1927     | Dörte Giebel                   |
| 107 | Henrietta D. Everett             | Das blutrote Rouleau | 2023 | The Crimson Blind | 1920     | Heiko Postma                   |
| 108 | Charles Rabou                    | Tobias Guarnerius | 2023 | Tobias Guarnerius | 1832     | Ulrich Klappstein              |
| 109 | Magdalene Thoresen               | Cille Parsberg | 2023 | Cille Parsberg | 1884     | Gabriele Haefs                 |
| 110 | Florence Marryat                 | Die unsichtbaren Bewohner von Rushmere | 2023 | The Invisible Tenants of Rushmere | 1883     | Heiko Postma                   |
| 111 | Leopold von Sacher-Masoch        | Die Todten sind unersättlich | 2023 | | 1875     | Heiko Postma                   |
| 112 | Alexander Puschkin               | Pique Dame | 2023 | Pikovaja dama (Пиковая дама) | 1834     | Joachim Britze                 |
| 113 | Anne Crawford von Rabe           | Ein Mysterium in der Campagna | 2024 | A Mystery of the Campagna | 1886     | Heiko Postma                   |
| 114 | Gottfried Peter Rauschnick       | Die Todtenbraut | 2024 | | 1820     | Heiko Postma                   |
| 115 | Elizabeth Caroline Grey          | Der skelettierte Graf oder Die vampirische Mätresse | 2024 | The Skeleton Count or The Vampire Mistress | 1828     | Heiko Postma                   |
| 116 | Violet Hunt                      | Das Gebet | 2024 | The Prayer | 1895     | Heiko Postma                   |
| 117 | Mary Cholmondeley                | Losgelassen | 2024 | Let Loose | 1890     | Heiko Postma                   |
| 118 | Sir Thomas Graham Jackson        | Die Lady von Rosemount | 2024 | The Lady of Rosemount | 1919     | Heiko Postma                   |
| 119 | Ulric Daubeny                    | Der Sumach | 2024 | The Sumach | 1919     | Heiko Postma                   |
| 120 | Robert E. Howard                 | Der Schwarze Stein | 2024 | The Black Stone | 1931     | Heiko Postma                   |
| 121 | Marjorie Bowen                   | Sie fanden mein Grab | 2025 | They Found My Grave | 1938     | Heiko Postma                   |
| 122 | Richard Marsh                    | Das Hausboot | 2025 | The Houseboat | 1900     | Heiko Postma                   |